# Dilwale
Dilwale – Ich liebe Dich (Originaltitel: दिलवाले, deutsche Übersetzung: Der Großherzige) ist eine 2015 erschienene indische romantische Komödie von Regisseur Rohit Shetty. Die Hauptrollen belegen Kajol, Shah Rukh Khan, Varun Dhawan und Kriti Sanon.
Der Film feierte am 18. Dezember 2015 in Brisbane, Australien Premiere und kam am 7. Januar 2016 in Originalverfassung Hindi mit deutschen Untertitel von Rapid Eye Movies in die deutschen Kinos.

## Handlung
Raj Bakshi (Shah Rukh Khan) betreibt eine Autowerkstatt. Sein jüngerer Bruder Veer (Varun Dhawan) testet ein gerade frisch getuntes Auto und trifft dabei auf Ishita Malik (Kriti Sanon), in welche er sich Hals über Kopf verliebt. Bei einer Party hält Veer Mitarbeiter des Drogenhändlers King (Boman Irani) davon ab, dort Drogen zu verkaufen, woraufhin diese ihm auflauern und ihn verprügeln. Raj wiederum rächt sich für seinen Bruder ohne dessen Wissen, indem er die Bande aufsucht, diese zusammenschlägt und die dortigen Drogen verbrennt.
15 Jahre zuvor ist Raj in eine Verfolgungsjagd in Bulgarien verwickelt, bei welcher er Meera Malik (Kajol) anfährt. Kurz darauf treffen sie sich wieder und beginnen eine Liebesbeziehung. Raj, Sohn des Gangsterbosses Randhir Bakshi, muss eine Goldlieferung durchführen. Diese wird allerdings von einer rivalisierenden Bande, welche von Meeras Vater Dev Malik geleitet wird, abgefangen. Es stellt sich heraus, dass dies die ganze Zeit der Plan von Meera war. Trotzdem rettet Raj Meera bei einem Autounfall, verspricht ihr aber sie zu töten, sollten sie sich noch einmal begegnen. Meera wird sich ihrer wahren Gefühle gegenüber Raj bewusst und sucht ihn auf. Raj vergibt ihr und sie setzen ihre Beziehung fort. Gemeinsam beschließen sie zu heiraten und versuchen ihre verfeindeten Väter von der Hochzeit zu überzeugen. Bei einer Zusammenkunft stellt Dev allerdings Raj und Randhir eine Falle. Randhir und Dev erschießen sich im Feuergefecht gegenseitig. Als Meera zum Schauplatz des Geschehens kommt, missinterpretiert sie die Situation und schießt Raj an, in der Annahme er hätte ihren Vater getötet. 
Zurück in der Gegenwart wollen Ishita und Veer, die nichts von der Vergangenheit ihrer Geschwister wissen, heiraten. Raj und Meera sehen sich zum ersten Mal seit den Vorfällen in Bulgarien wieder. Raj versucht das Missverständnis auszuräumen, aber Meera hört ihm nicht zu und stellt sich gegen eine Ehe zwischen Ishita und Veer. Als die Mitarbeiter von King versuchen Meera dazu zu zwingen, in ihrem Café auch Drogen zu verkaufen, taucht Raj auf und schützt Meera. Meera macht daraufhin das Angebot, dass sie sich nicht gegen die Ehe zwischen Ishita und Veer stellen würde, wenn Veer alle Verbindungen zu seinem Bruder kappt. Raj stellt Meera zur Rede und erzählt ihr die Wahrheit über den Tod ihres Vaters. Sie ist nicht überzeugt, allerdings bestätigt ein ehemaliger Mitarbeiter ihres Vaters diese Darstellung, sodass Meera einer Hochzeit doch zustimmt. 
Bei der Hochzeit eines befreundeten Paares kommen sich Raj und Meera wieder näher, allerdings gerät Veer in Konflikt mit King. Als Raj seinen Bruder verteidigt, schießt King auf ihn, jedoch wirft sich Meera vor ihn und fängt den Schuss mit ihrem Körper ab. Meera überlebt und im Krankenhaus kommen Raj und Meera endgültig wieder zusammen.

## Hintergrund
Im Januar 2015 gab Regisseur Rohit Shetty erstmals die Arbeit an einem neuen Filmprojekt, welches Shah Rukh Khan in einer der Hauptrollen vorsah, bekannt und teilte mit, dass die Dreharbeiten im März 2015 beginnen sollten.
Letztendlich begannen die Dreharbeiten am 20. März 2015. Für die Lieder im Film arrangierte Regisseur Shetty Pritam Chakraborty und für die Hintergrundmusik Amar Mohile.
Am 29. April 2016 kam Dilwale in deutscher Synchronverfassung von Rapid Eye Movies auf DVD und Blu-Ray auf den Markt.

## Synchronisation
Für das Dialogbuch und die Dialogregie war Nadine Geist im Auftrag der Berliner Synchron GmbH zuständig.
| Rolle                  | Darsteller/in   | Synchronsprecher/in |
| ---------------------- | --------------- | ------------------- |
| Raj Bakshi / Kaali     | Shah Rukh Khan  | Pascal Breuer       |
| Meera Malik            | Kajol           | Natascha Geisler    |
| Veer Bakshi            | Varun Dhawan    | René Dawn-Claude    |
| Veer Bakshi (als Kind) | Mitansh Lulla   | Noel-Amun Graf      |
| Ishita Malik           | Kriti Sanon     | Marie-Isabel Walke  |
| Sidhu                  | Varun Sharma    | Jeffrey Wipprecht   |
| Jenny                  | Chetna Pande    | Lydia Morgenstern   |
| Randhir Bakshi         | Vinod Khanna    | Ronald Nitschke     |
| Dev Malik              | Kabir Bedi      | Axel Lutter         |
| King                   | Boman Irani     | Erich Räuker        |
| Mani Bhai              | Johnny Lever    | Claus Brockmeyer    |
| Oscar                  | Sanjay Mishra   | Lutz Mackensy       |
| Shankti                | Mukesh Tiwari   | Hans Hohlbein       |
| Anwar                  | Pankaj Tripathy | Tim Moeseritz       |
| Raghav                 | Nawab Shah      | Stefan Staudinger   |
| Patrick                | Jahangir Khan   | Christoph Banken    |
| Pintoo                 | Avinash Ojha    | Marlon Rosenthal    |
| Tawde                  | Ahmad Shaikh    | Daniel Gärtner      |
| Joshua                 | Pradeep Kabra   | Dirk Bublies        |
| Onkel Joe              | Kamal Adib      | Walter Alich        |

## Kritik
„Bewunderer von Shah Rukh Khan und Kajol, dem wohl schönsten Liebespaar der indischen Filmgeschichte, kommen bei dem ansonsten durchwachsenen Bollywood-Spektakel Dilwale auf ihre Kosten.“